# Auguste Bartholdi
Pour les articles homonymes, voir Bartholdi.
Frédéric Auguste Bartholdi, né le 2 août 1834 à Colmar et mort le 4 octobre 1904 à Paris, est un sculpteur et peintre français et, à ses débuts, un photographe amateur de la photographie de voyage.
Il est surtout connu pour avoir conçu La Liberté éclairant le monde, communément connue sous le nom de Statue de la Liberté [3], construite par Viollet-le-Duc jusqu'à sa mort puis achevée par Gustave Eiffel. Elle est offerte par la France aux États-Unis et érigée en 1886 sur Liberty Island, à l'entrée du port de New York ainsi que du monumental Lion de Belfort, qui célèbre la résistance héroïque de la ville lors du siège de 1870-1871. Ses rares peintures sont généralement signées du pseudonyme d'« Amilcar Hase ».

## Biographie
Né à Colmar le 2 août 1834, Frédéric Auguste Bartholdi est le fils de Jean Charles Bartholdi (1791-1836), conseiller de préfecture, et d’Augusta Charlotte, née Beysser (1801-1891), fille d'un maire de Ribeauvillé. Le couple a quatre enfants, dont seuls l'aîné, Jean-Charles (avocat-éditeur, puis interné pour maladie), et le cadet, Auguste, survivront. À la mort de son père en 1836, la mère, de condition aisée, décide d'aller vivre à Paris, tout en conservant la maison familiale du 30, rue des Marchands, qui abrite, depuis 1922, le musée Bartholdi, après avoir été léguée à la ville en 1907.

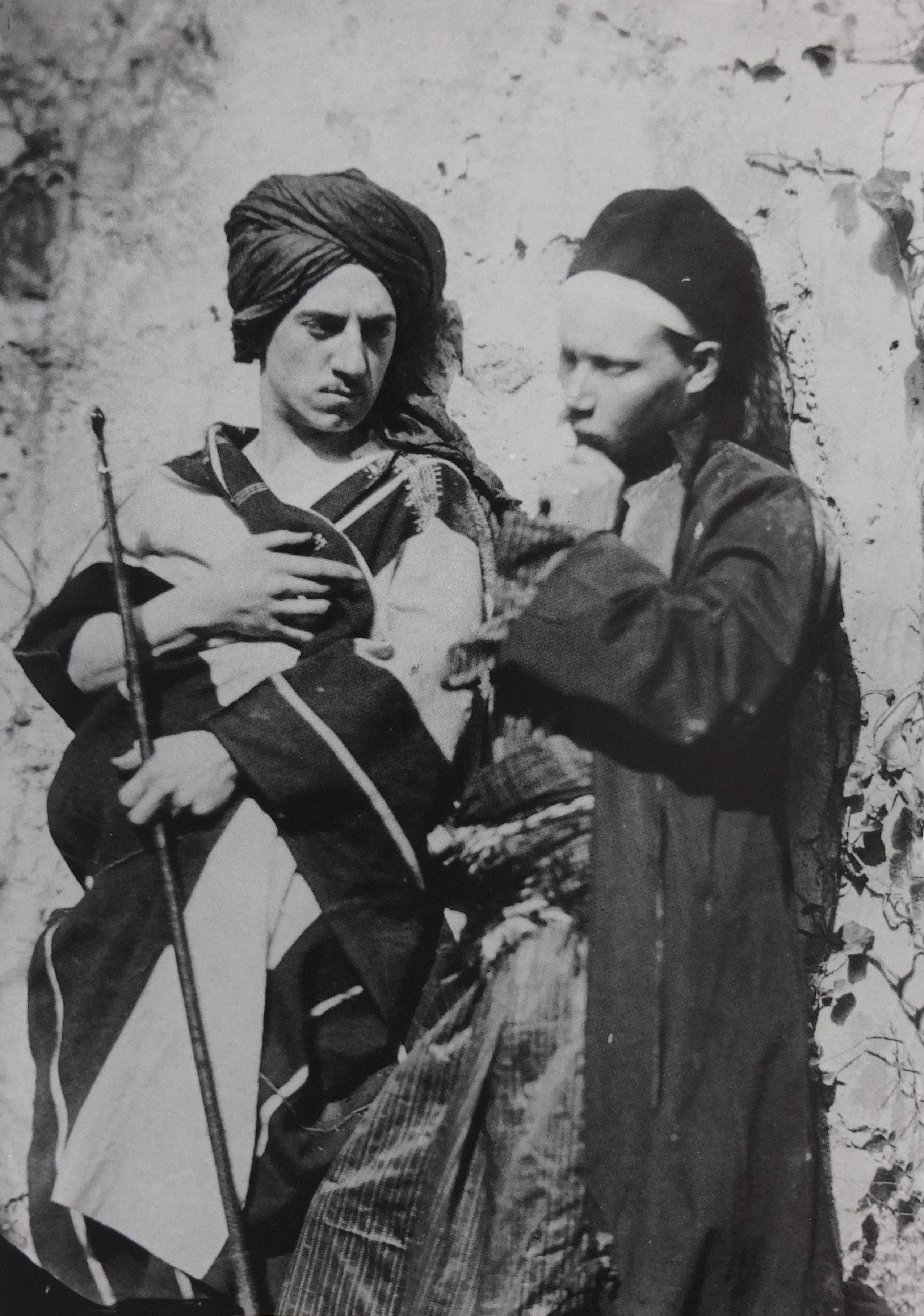
Autoportrait (à gauche), avec Jean-Léon Gérôme, vers 1855, lors du premier voyage en Égypte. Musée Bartholdi, Colmar.

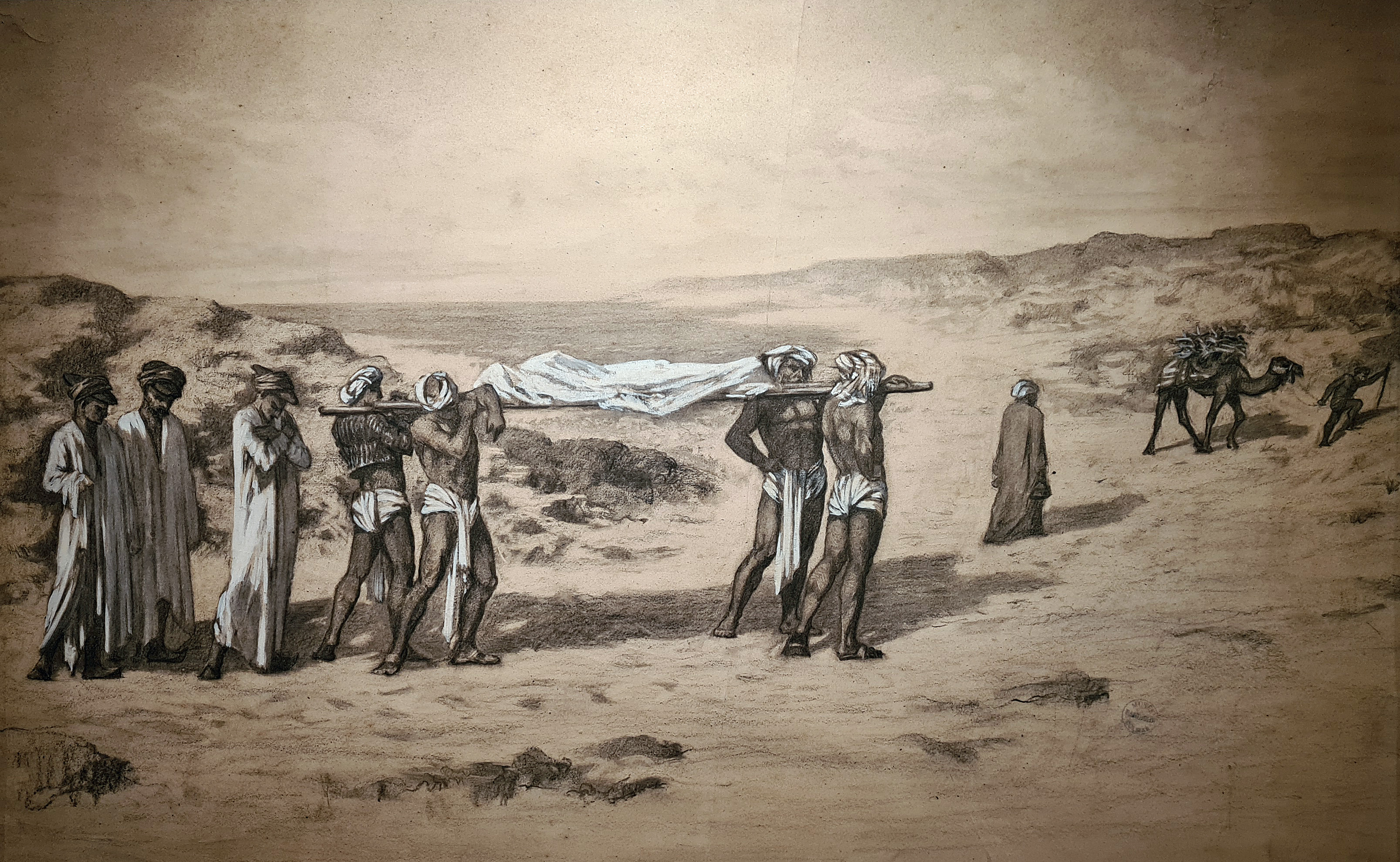
Funérailles d'un banian à Aden (1855-1856).

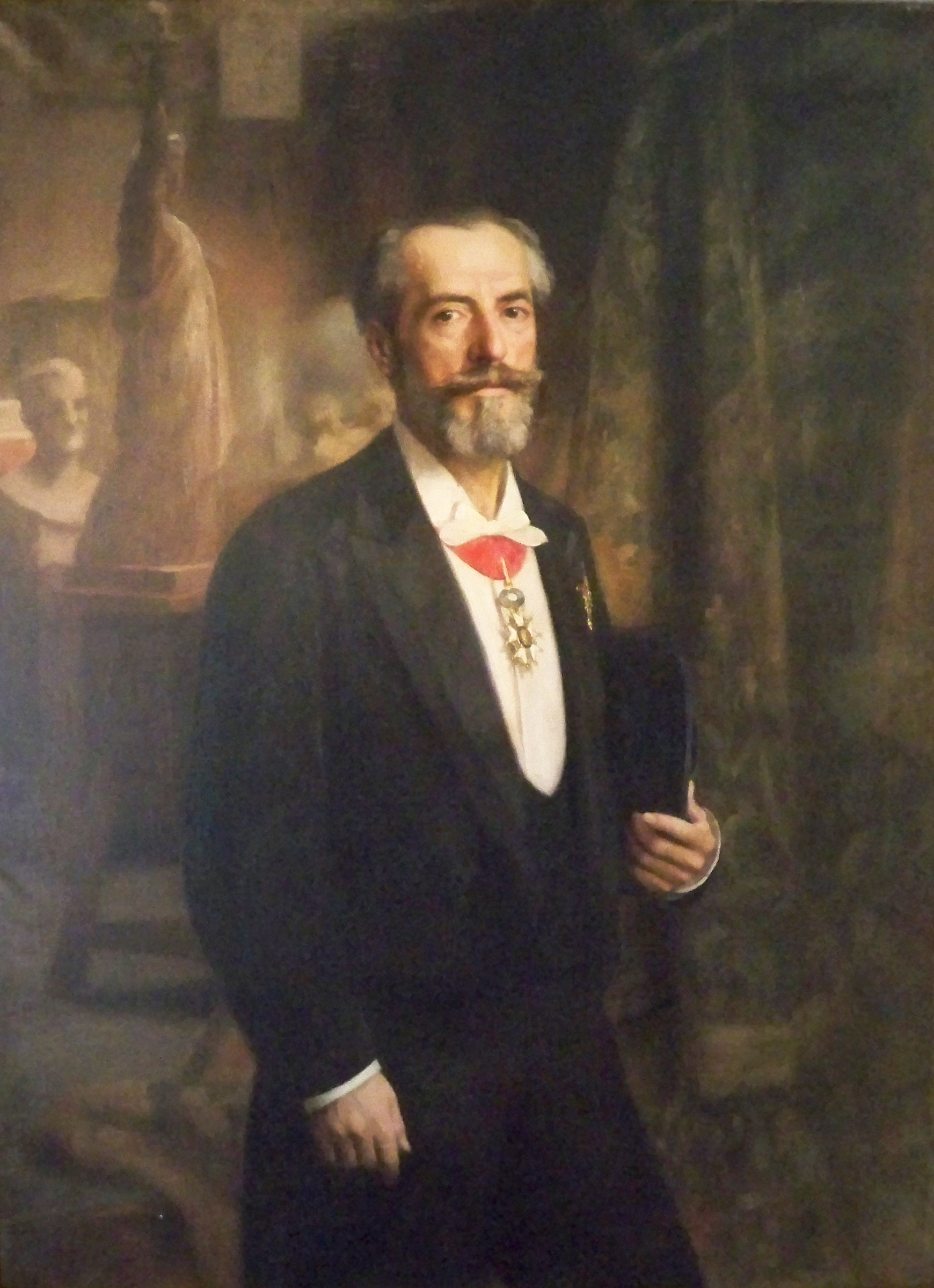
José Frappa, Auguste Bartholdi (1900), Colmar, musée Bartholdi.

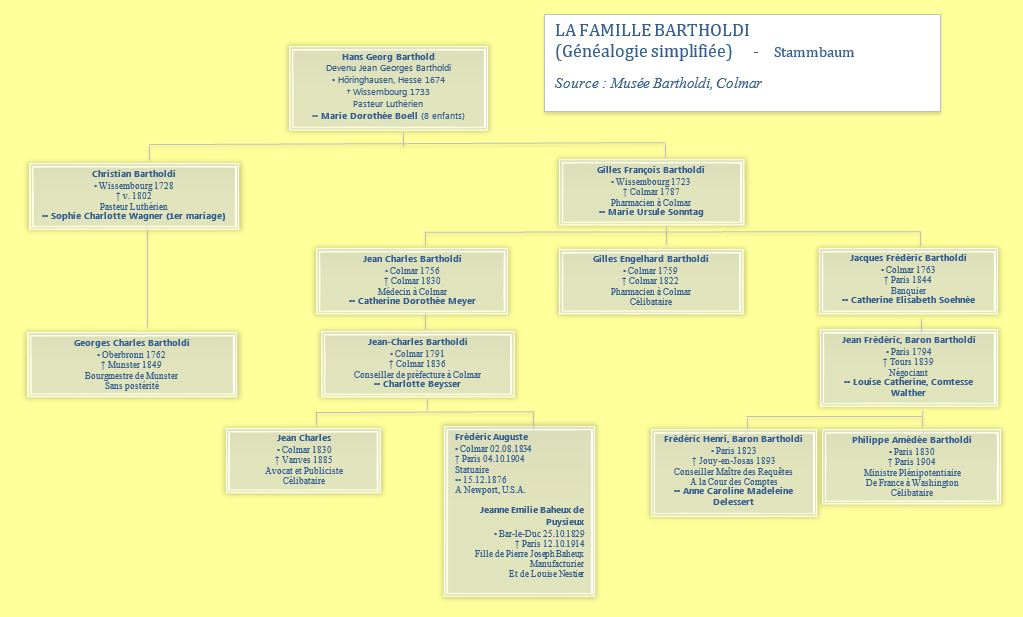
Généalogie simplifiée de sa famille.

De 1843 à 1851, il étudie au lycée Louis-le-Grand à Paris. Parallèlement, sa mère l'inscrit comme élève dans l'atelier du sculpteur Antoine Étex et du peintre Ary Scheffer, rue Chaptal (aujourd'hui musée de la Vie romantique, qui y conserve deux bronzes, La Gravure et L’Orfèvrerie). Ce dernier décèle chez Bartholdi que sa vocation est dans la sculpture. Auguste Bartholdi obtient son baccalauréat en 1852 et un an plus tard, afin qu'il s'installe, sa mère lui achète un atelier, rue Vavin, qu'il occupera pendant quarante ans.
De 1855 à 1856, il voyage avec ses amis Édouard-Auguste Imer et Jean-Léon Gérôme en Égypte, où il découvre la sculpture monumentale, puis en Arabie heureuse. Il en rapporte des dessins et photographies orientalistes qui l'influenceront.
Son premier monument, une sculpture en bronze dédiée au général Rapp, est inauguré au Champ-de-Mars de Colmar le 31 août 1856.
Pendant la guerre franco-allemande de 1870, chef d'escadron des gardes nationales, il est aide de camp du général Giuseppe Garibaldi et agent de liaison du gouvernement, particulièrement chargé de s'occuper des besoins de l'armée des Vosges. C'est au cours de cet engagement patriotique que Garibaldi et Gambetta le confortent dans son amour de la république et de la démocratie. Très marqué par l'annexion de l'Alsace et de la Lorraine par l'Empire allemand, il veut dès lors exalter les valeurs de la liberté.
En 1871, à la demande d'Édouard Lefebvre de Laboulaye — dont Bartholdi a réalisé un buste en 1866 — et de l'union franco-américaine, il effectue son premier voyage aux États-Unis pour sélectionner en personne le site où sera installée la statue de la Liberté. Le projet ressemblera d'ailleurs beaucoup à un projet semblable (L'Égypte éclairant l'Orient), qui aurait dû être installé à l'entrée du canal de Suez, si Ismaïl Pacha l'avait accepté en 1869.
Sa carrière prend dès lors une ampleur internationale. Il devient un des sculpteurs les plus célèbres du XIXe siècle en Europe et en Amérique du Nord.
Il réalise de 1875 à 1879, le Lion de Belfort, sculpture monumentale en haut-relief située à Belfort en France au pied de la falaise de la citadelle. L'œuvre représente un lion couché sur un piédestal en rocaillage, la patte posée sur une flèche qu'il vient d'arrêter. Cet animal symbolise la résistance de la ville assiégée par les Prussiens durant la guerre de 1870, et à l'issue de laquelle la zone, correspondant à l'actuel Territoire de Belfort, sera la seule partie de l'Alsace à rester française.
Voulant exalter la portée universelle du message républicain, il est franc-maçon depuis 1875, adhérent à la loge Alsace-Lorraine à Paris. C'est à partir de cette date qu'il commence la construction de la statue de la Liberté dans ses ateliers parisiens, rue Vavin. La pose de la première pierre du piédestal le 5 août 1884, est d'ailleurs une cérémonie maçonnique : c'est le grand-maître de la Grande Loge de l’État de New York, William A. Brodie (en), qui la pose, rappelant que les loges l'ont aidé dans son projet.
La même année, le 20 décembre, il conclut à l'hôtel de ville de Newport (Rhode Island) aux États-Unis un mariage « rocambolesque » avec Jeanne-Émilie Baheux de Puysieux, simple modiste mais descendante d'une grande famille alsacienne, posant pour lui, qui se serait rajeunie de 13 ans aux yeux de son mari. Lors de son séjour chez son ami John LaFarge, ce dernier le convainc en effet de l'épouser afin de se conformer aux valeurs morales des hommes d'affaires américains qui financent sa statue de la Liberté. LaFarge fait ainsi venir chez lui le pasteur Charles T. Brooks pour célébrer dans la précipitation un mariage improvisé. Leur mariage sera cependant heureux mais le couple n'aura pas d'enfant.

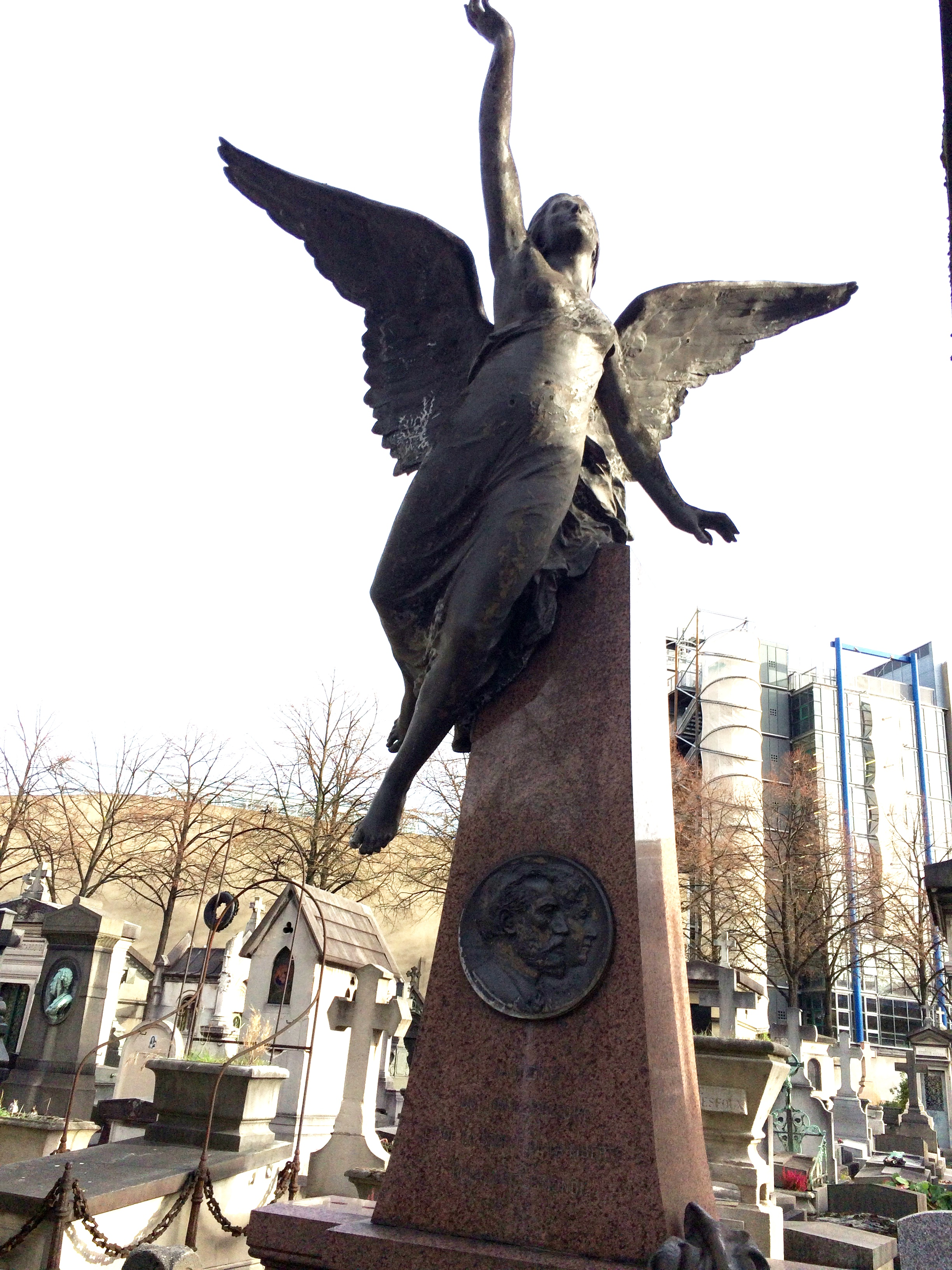
Tombe d'Auguste Bartholdi au cimetière du Montparnasse (Paris).

À Rouen au mois de mai 1885, il surveille le chargement des caisses, de la statue démontée, sur la frégate de transport Isère. À l'invitation du commandant Gabriel Lespinasse de Saune il embarque, avec son épouse, sur le navire pour la descente de la Seine, les époux débarquent à Caudebec-en-Caux, avant que le bateau entreprenne la traversée de l'Atlantique.
Il effectuera un autre voyage aux États-Unis sur La Bretagne (CGT) pour l'inauguration, le 28 octobre 1886, de la statue de la Liberté à New York.
Il est élevé au grade de commandeur de la Légion d'honneur en 1886, 22 ans après avoir été nommé chevalier.
Auguste Bartholdi meurt de maladie le 4 octobre 1904 en son domicile au no 82, rue d'Assas  dans le 6e arrondissement de Paris. Il est inhumé à Paris au cimetière du Montparnasse (28e division). Le service funèbre, comme celui en 1914 de sa veuve, a été présidé par leur ami le pasteur Jules-Émile Roberty, du temple protestant de l'Oratoire du Louvre.
L'année suivante en 1905, sa veuve lègue la statue de Champollion en plâtre réalisée par son mari pour l'Exposition universelle de 1867 au musée de Grenoble. Cette statue consignée dans le musée ne sera finalement installée dans la cour d'honneur du lycée Champollion qu'en 1926. Elle est aujourd'hui exposée dans la salle 17 du musée.

## Œuvres

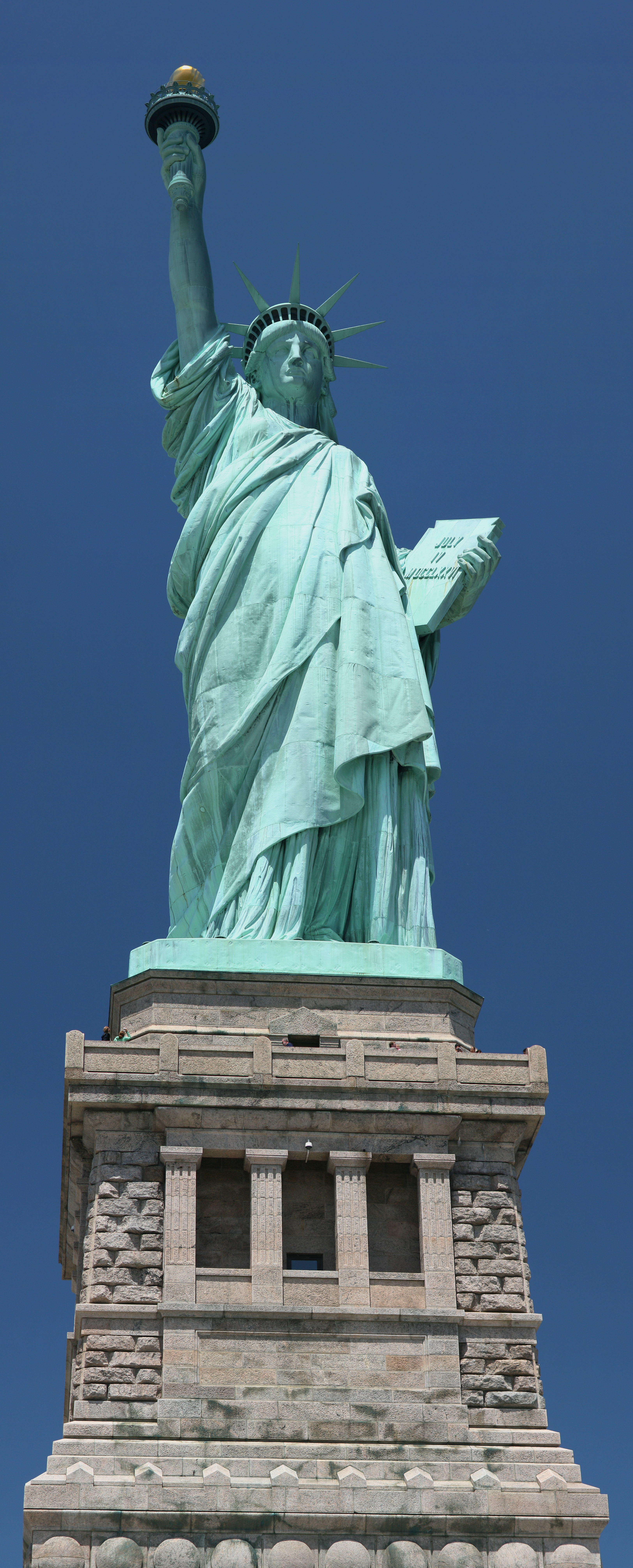
La Liberté éclairant le monde, ou statue de la Liberté (1886), New York.

Bartholdi est l'auteur de 35 monuments[réf. nécessaire] et de nombreuses statues de par le monde, parmi lesquels l'œuvre phare :
- La Liberté éclairant le monde, plus connue sous le nom de statue de la Liberté, à New York, aux États-Unis (1886)[18]. Des réductions se trouvent à l'extrémité sud de l'île aux Cygnes à Paris (édifiée en 1889), au musée d'Orsay de Paris, dans l'église du musée des arts et métiers de Paris (modèle d'exécution en plâtre au 1/16 daté de 1878) et sur le parvis du musée (moulage en bronze), dans le jardin du Luxembourg à Paris, à l'entrée de la ville de Colmar, à Roybon (Isère) sur la place principale (offerte à ce village par Bartholdi), à Poitiers sur la place de la Liberté (ancienne place du Pilori), sur la place Portalis de Saint-Cyr-sur-Mer (réplique en fonte, dorée par la suite) et une plus petite en Normandie, à Barentin ;

En France, des œuvres de Bartholdi sont présentes dans de nombreuses villes et plus particulièrement :
à Colmar, dans le Haut-Rhin, ville natale de l'artiste :
- dans l'espace public :
  - le Monument du général Rapp (1860), place Rapp ; la statue avait été présentée auparavant dans le cadre de l'Exposition universelle de 1855 aux Champs-Élysées ;
  - le Monument de l’amiral Armand Joseph Bruat (restitution 1958 de l'original de 1864), Champ-de-Mars, statue flanquée de figures allégoriques, l'original a été détruit par les Allemands en septembre 1940 ;
  - le Monument à Martin Schongauer (1860, inauguré en 1863, démonté en 1958), seule la fontaine piédestal, autrefois au préau du cloître d'Unterlinden, remontée devant l'église Saint-Joseph, se trouve dans l'espace public. Pour les autres éléments voir ci-dessous aux musées Bartholdi et Unterlinden à Colmar ;
  - le Monument funéraire de trois Gardes nationaux tombés en 1870 (1872), cimetière du Ladhof ; deux dalles disjointes laissent passer le bras d'un combattant cherchant à agripper la baïonnette qui lui a échappé[19] ;
  - le Monument à Roesselmann (1888), place des Six-Montagnes-Noires, fontaine ;
  - le Monument à Gustave-Adolphe Hirn (1894), square Hirn, boulevard du Général-Leclerc ;
  - le Monument au baron Lazare de Schwendi (1898), place de l'Ancienne-Douane, fontaine ;
  - le Tonnelier alsacien (1902), couronnement de la maison des Têtes, 19, rue des Têtes ;
- au musée Bartholdi : Petit Vigneron alsacien (1869), copie au marché couvert ; Les Grands Soutiens du monde (salon de 1902), groupe en bronze ;
- au musée Unterlinden : le Monument à Martin Schongauer (1863) et les statues allégoriques de L'Orfèvrerie, L'Étude, La Gravure et La Peinture (provenant de la fontaine que surmontait la statue), conservées au musée Bartholdi à Colmar. Un modèle réduit, en bronze, de L'Orfèvrerie (1861), est conservé au musée de la Vie romantique à Paris[20].
- au lycée Bartholdi : le Génie funèbre (1866), bronze, dans l'escalier du lycée[21] ;

mais aussi :
- à Avallon : le Monument à Vauban (1873)[22] ;
- à Belfort : le Lion de Belfort (1880) (dont une réplique réduite est érigée sur la place Denfert-Rochereau à Paris) ;
- à Cahors au musée de Cahors Henri-Martin, le Monument à Gambetta (1872)[23] ;
- à Clermont-Ferrand : le Monument à Vercingétorix (1903) ; maquettes au musée d'art Roger-Quilliot à Clermont-Ferrand ;
- à Corte en Haute-Corse : le Monument au général Arrighi de Casanova (1867)[24] ;
- à Grenoble au musée de même nom : la sculpture de Champollion
- à Lons-le-Saunier : le Monument à Rouget de Lisle (1882)[25] ;
- À Lyon : Les Fleuves et les Sources allant à l'Océan (1892), groupe dit fontaine Bartholdi comprenant La Saône emportant ses affluents, (1892)[26] ;
- à Paris et aux alentours :
  - dans l'espace public : le Monument à La Fayette et Washington (1895), square Thomas-Jefferson[27], et sa copie à Lafayette square de Manhattan (New-York), en 1900[28].
  - au Collège de France : le Monument à Champollion (1875), marbre, dans la cour[29] ;
  - à l'hôtel des Invalides : le Monument à Gribeauval (1879)[30] ;
  - au cimetière du Montparnasse : La Petite Alsacienne, sur la sépulture du peintre Gustave Jundt (1885)[31] ; et le Tombeau d’Auguste Bartholdi (co sculptée par Auguste Rubin)[32].
  - au cimetière du Père-Lachaise : le Monument funéraire du sergent Ignace Hoff, (4e Division)[33] ;
  - à Sèvres : le Monument à Gambetta (1891)[34] ;

Ailleurs en Europe :
- en Suisse

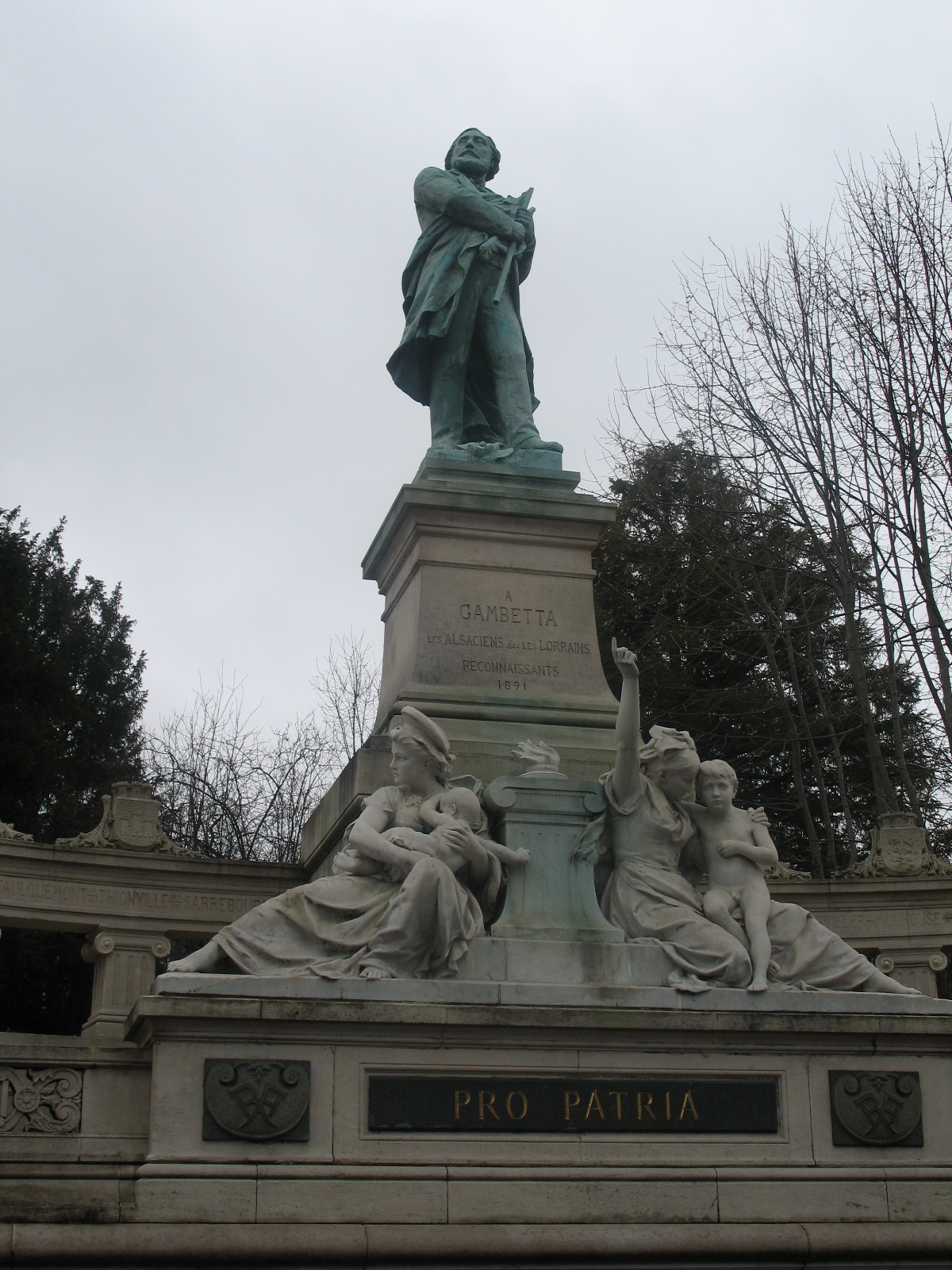
Monument à Léon Gambetta à Sèvres.

  - à Bâle : le Monument à la Suisse secourant les douleurs de Strasbourg pendant le siège de 1870[35] (1895) ;
  - à Birr (Argovie) à l'ancien cimetière : la Victoria (1899), monument de sépulcre de 22 soldats de l'armée de Bourbaki, morts en 1871[36] ;

Aux États-Unis :
- le Monument à Christophe Colomb, à l'Exposition universelle de 1893 de Chicago, localisation inconnue[37] ;
- les quatre anges trompettistes à l’église unitarienne baptiste de Boston aux États-Unis (1874)[38] ;
- La Fayette arrivant en Amérique à Union Square à New York, aux États-Unis (1876)[39] ;
- la fontaine du Capitole, au parc Bartholdi à Washington, aux États-Unis (1878) ;

Monuments détruits :
- Monument des aéronautes (1885), élevé en 1906 à la mémoire des aéronautes (Gambetta et 30 aérostiers) pendant le siège de Paris de 1870, au rond-Point de la Révolte, à Neuilly (aujourd'hui à Paris — depuis l'annexion de 1929 —, place du Général-Koenig), envoyé à la fonte en 1941 par le régime de Vichy[40] ;
- Fontaine Bartholdi (1885), place de la République à Reims, détruite pendant la Première Guerre mondiale[41].
- La Liberté lampadaire (1889) à Saint-Affrique (Aveyron) ; fondue sous l'Occupation et remplacée par une autre statue de la Liberté en 2006, œuvre d' André Debru[42].

Plusieurs projets ne virent pas le jour :
- pour le palais Longchamp à Marseille, qui ne sera pas retenu, mais dont le lauréat Henri Jacques Espérandieu (1829-1874) s'est inspiré ;
- L'Égypte éclairant l'Asie, projet monumental pour l'entrée du canal de Suez, 1867, dont il adaptera l'idée pour la statue de la Liberté[43] ;
- un projet pour Callao, destiné à la République du Pérou.
- un projet de monument en l'honneur de Thiers et Denfert-Rochereau à Belfort[44].

Monuments posthumes :
- le Monument des Trois sièges de Belfort, inauguré en 1913, d'après une maquette de Bartholdi, et achevé par ses élèves sculpteurs, Louis Noël et Jules Déchin ;
- un nouvel exemplaire en bronze du Martyr moderne, érigé en mars 2005 dans la cour du palais royal de Varsovie, en Pologne, fondu d'après le modèle original en plâtre[45] (Salon de 1864, conservé au musée Bartholdi de Colmar), symbolisant le drame polonais relatif aux événements de 1863 entre la Russie et la Pologne ;
- une statue de la Liberté fondue en 2012 pour remplacer celle du jardin du Luxembourg, à la suite de la décision du Sénat de transférer la réduction originale de 1889 au musée d'Orsay à Paris.

Œuvres d'Auguste Bartholdi
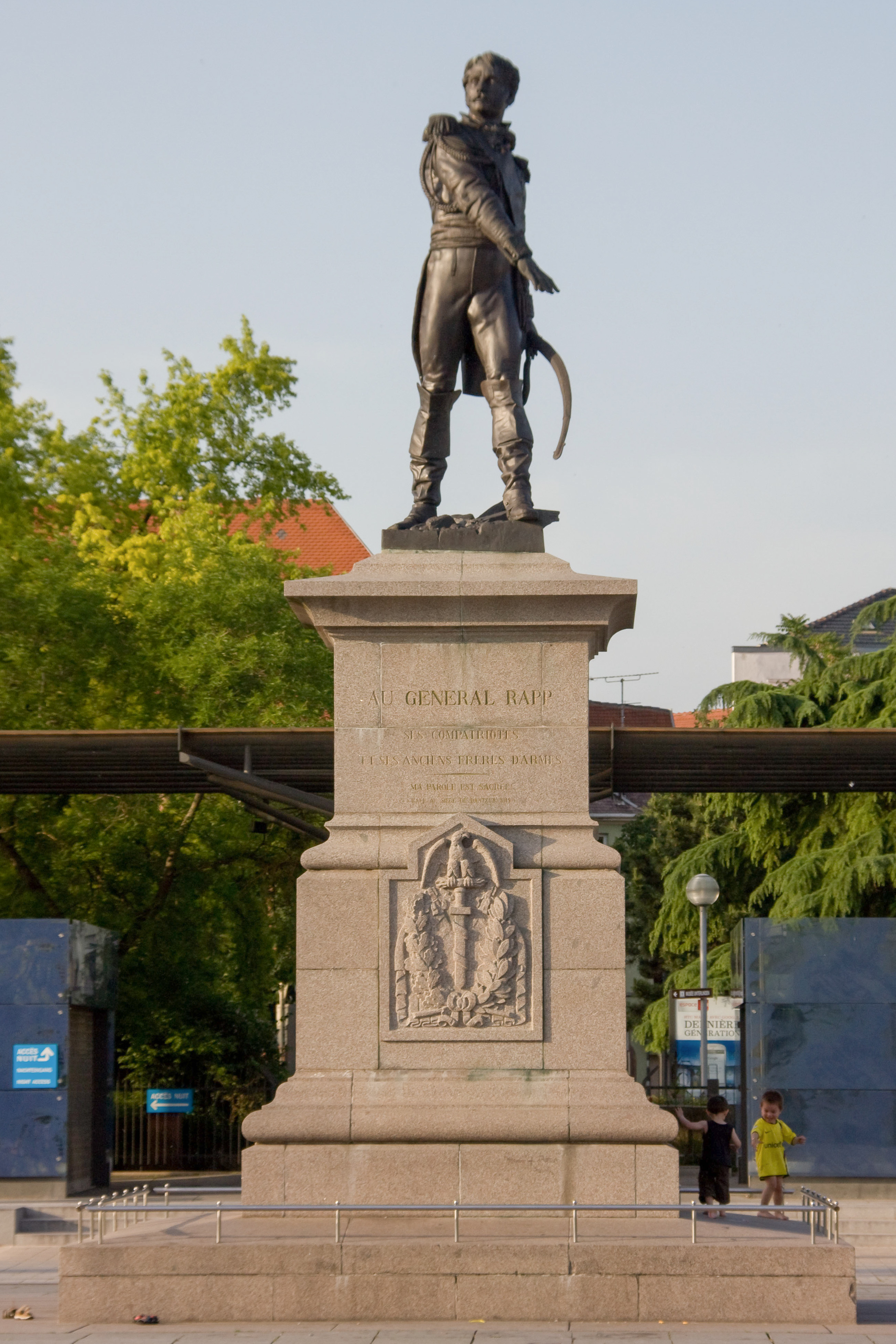
Monument au général Rapp (1856), Colmar.
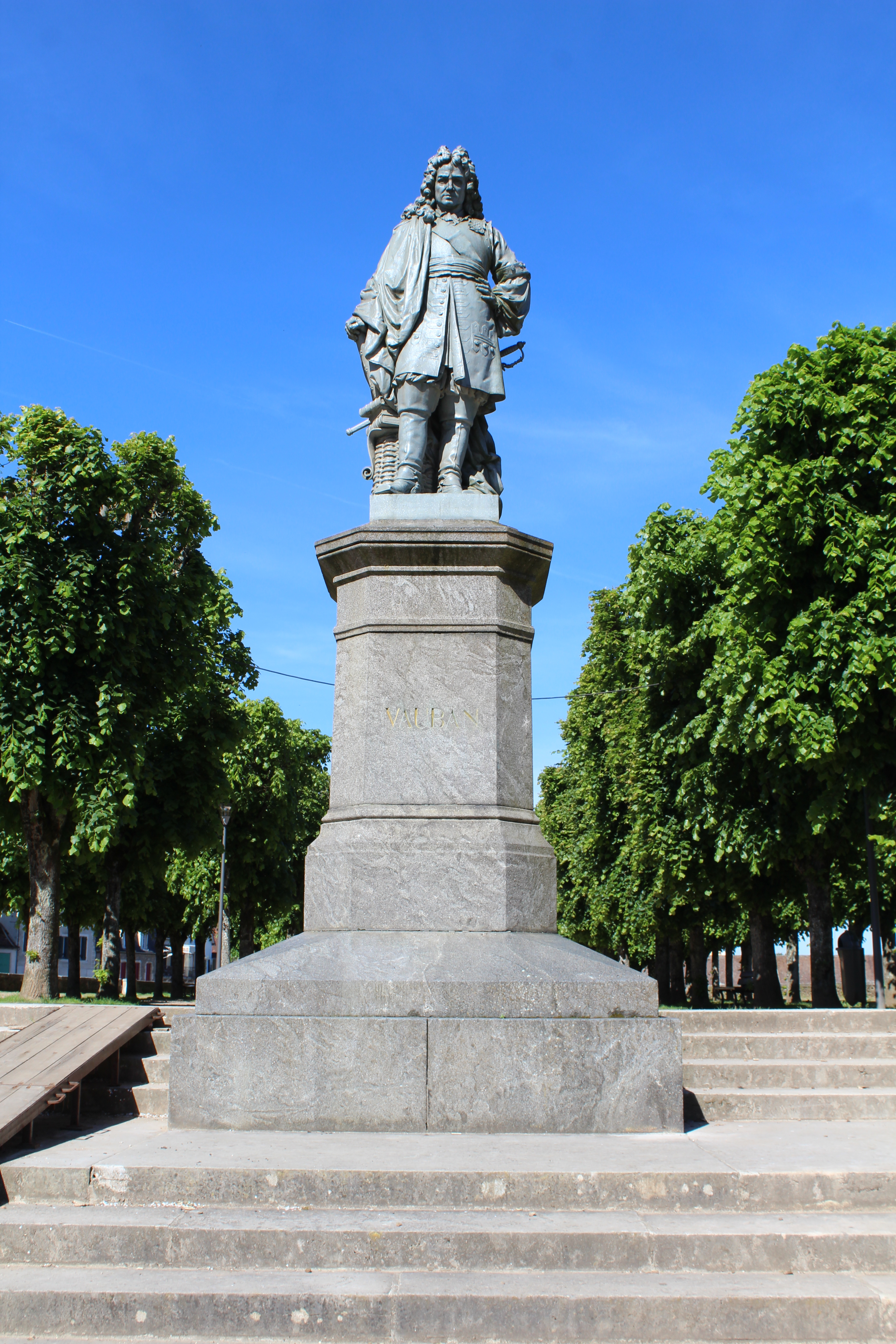
Monument à Vauban (1873), Avallon.
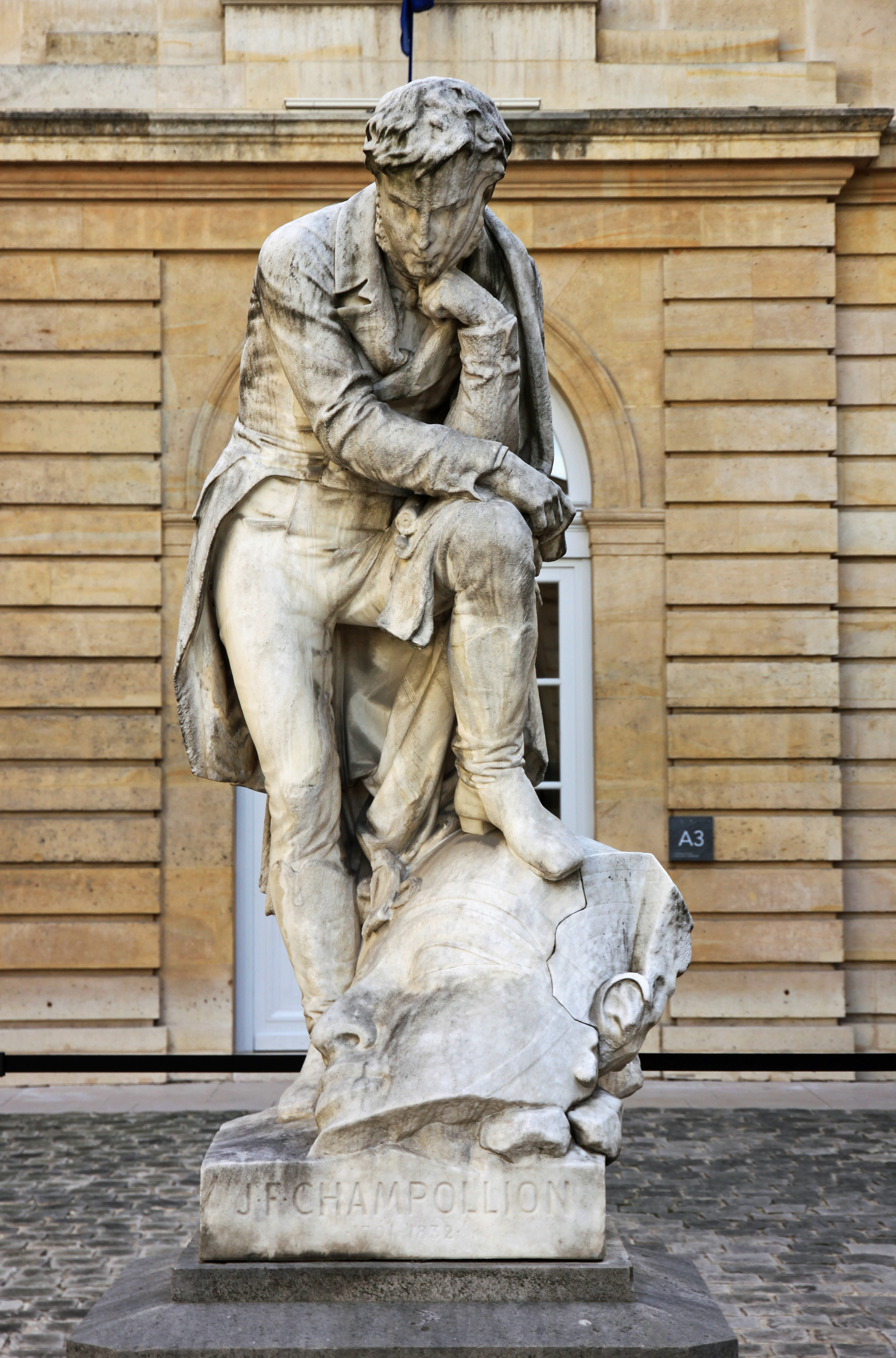
Champollion (1875), Paris, cour du Collège de France.
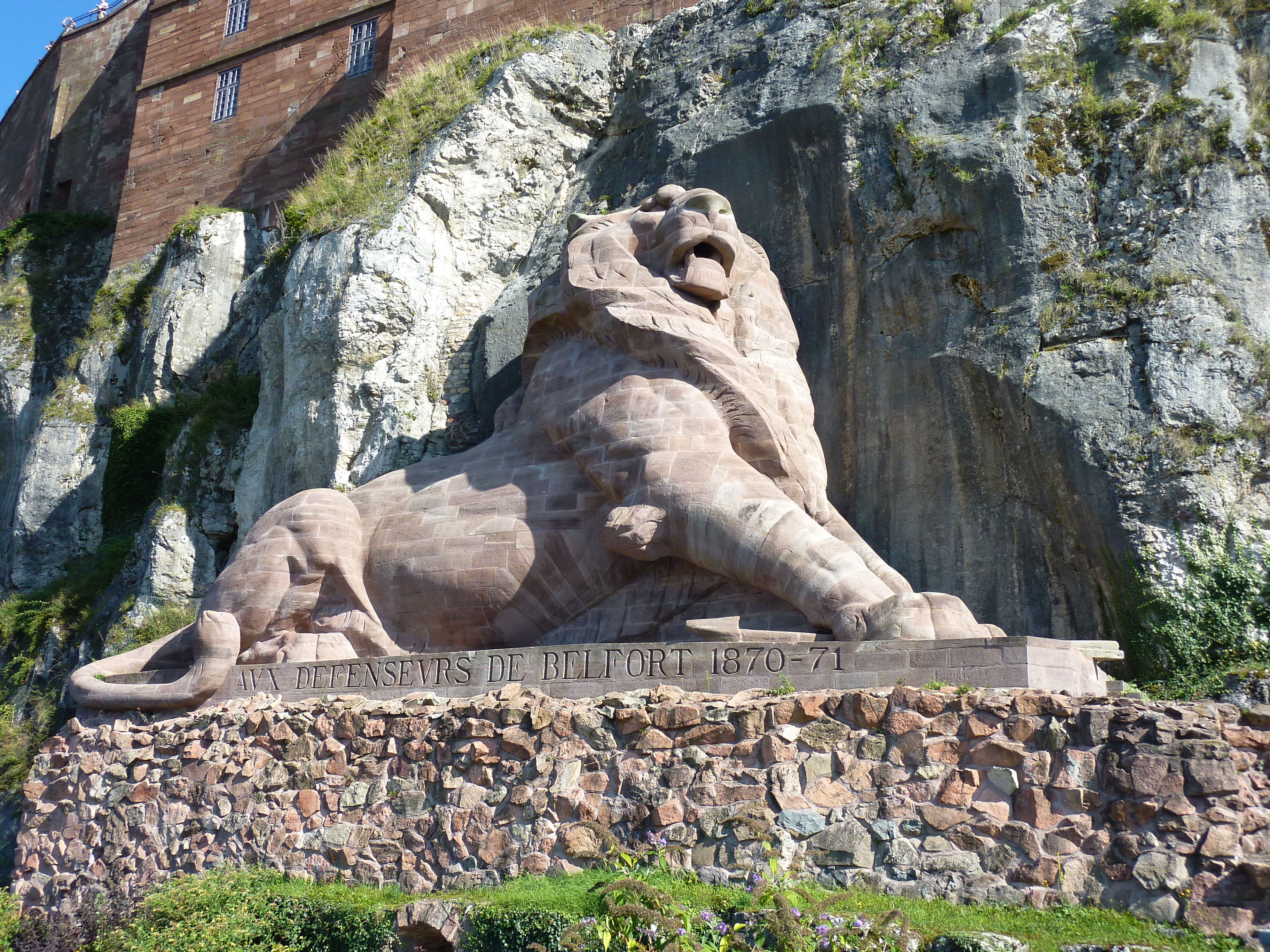
Lion de Belfort (1880), Belfort.
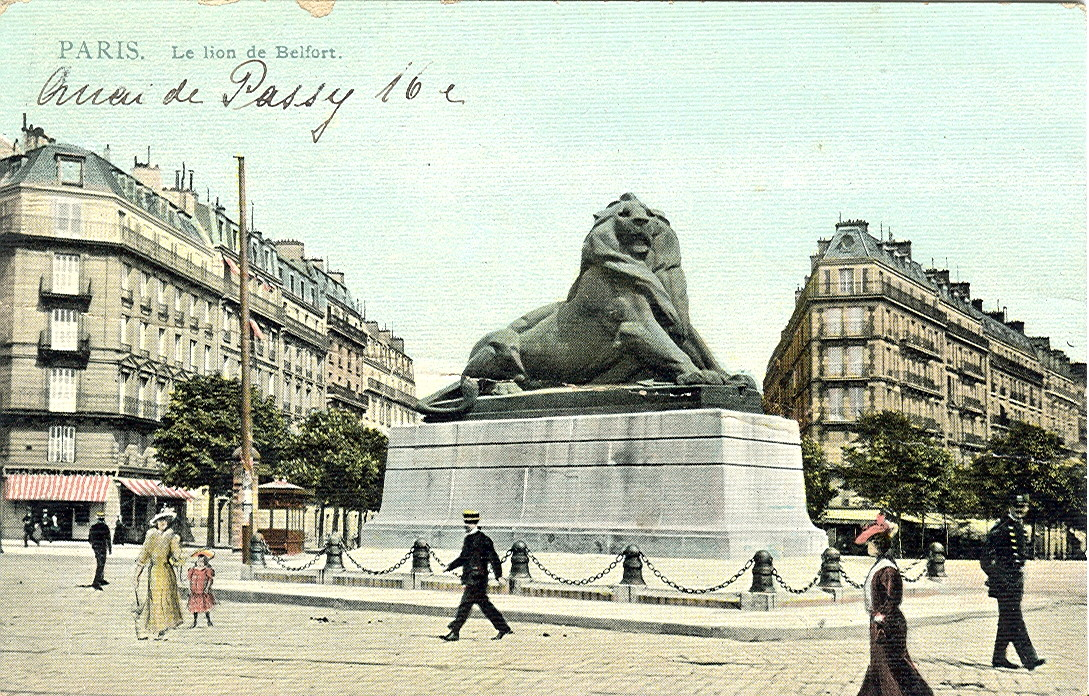
Lion de Belfort (1880), Paris, place Denfert-Rochereau.
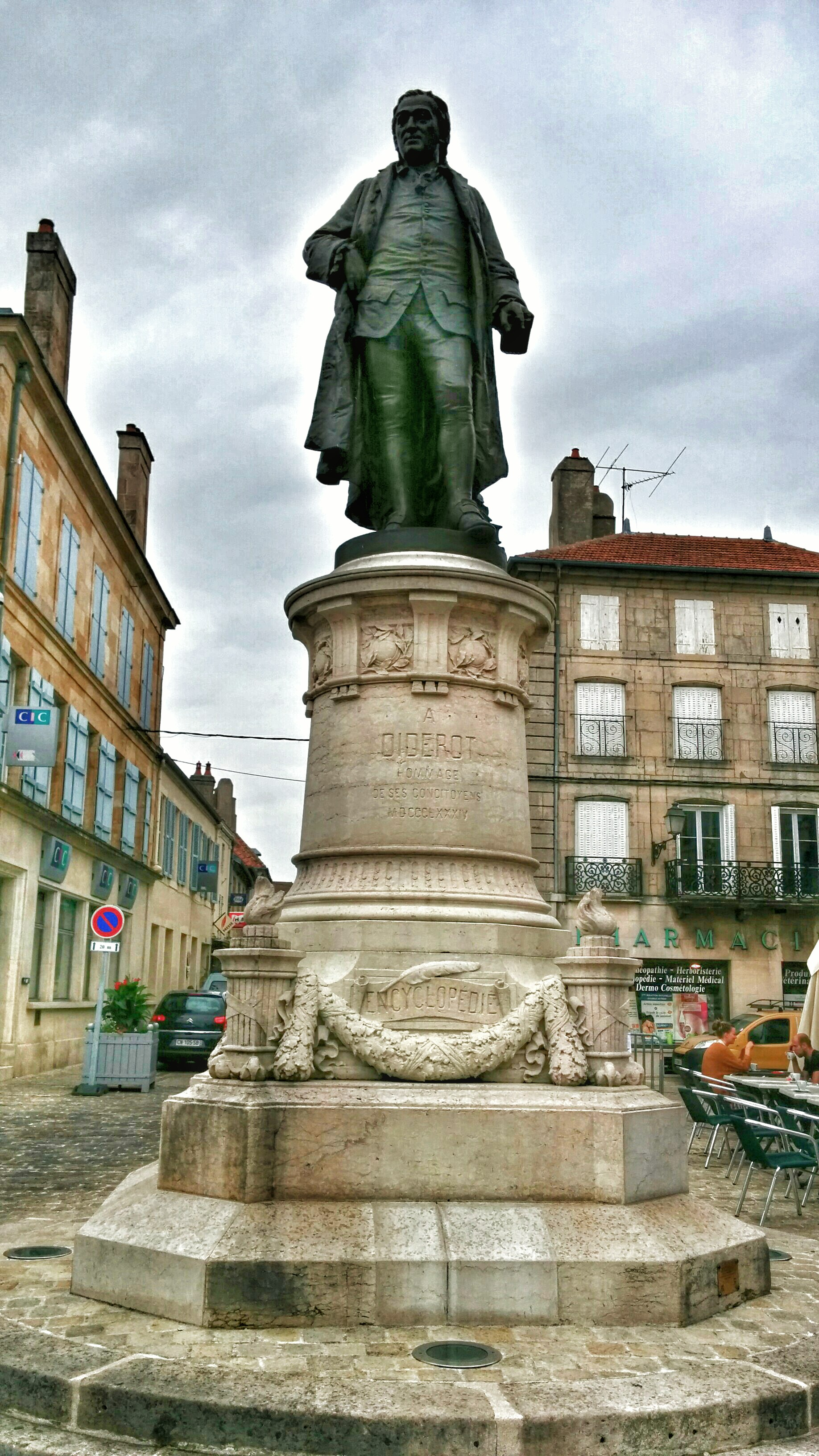
Monument à Denis Diderot (1884), Langres.
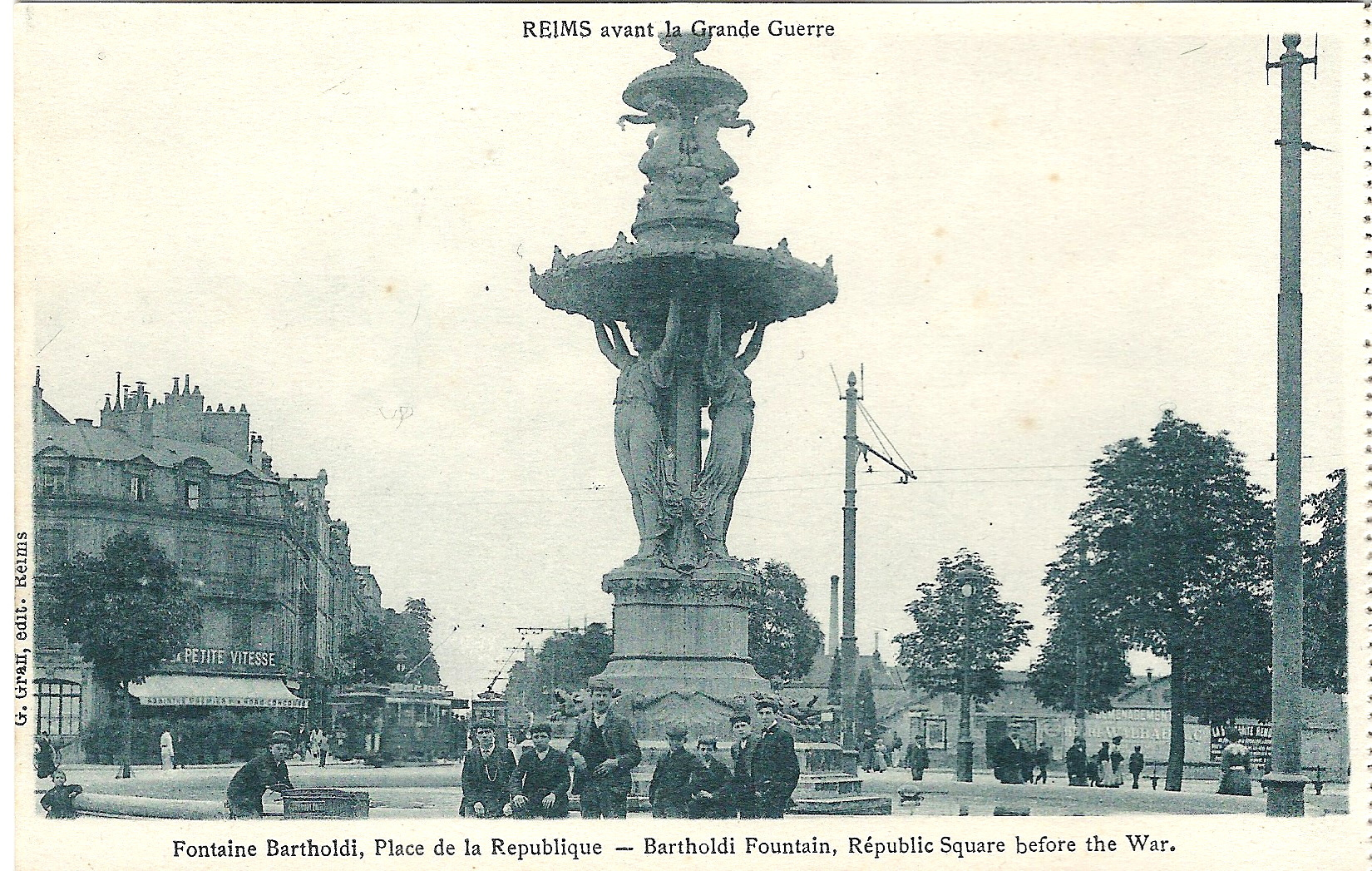
Fontaine Bartholdi (1885), Reims, place de la République.
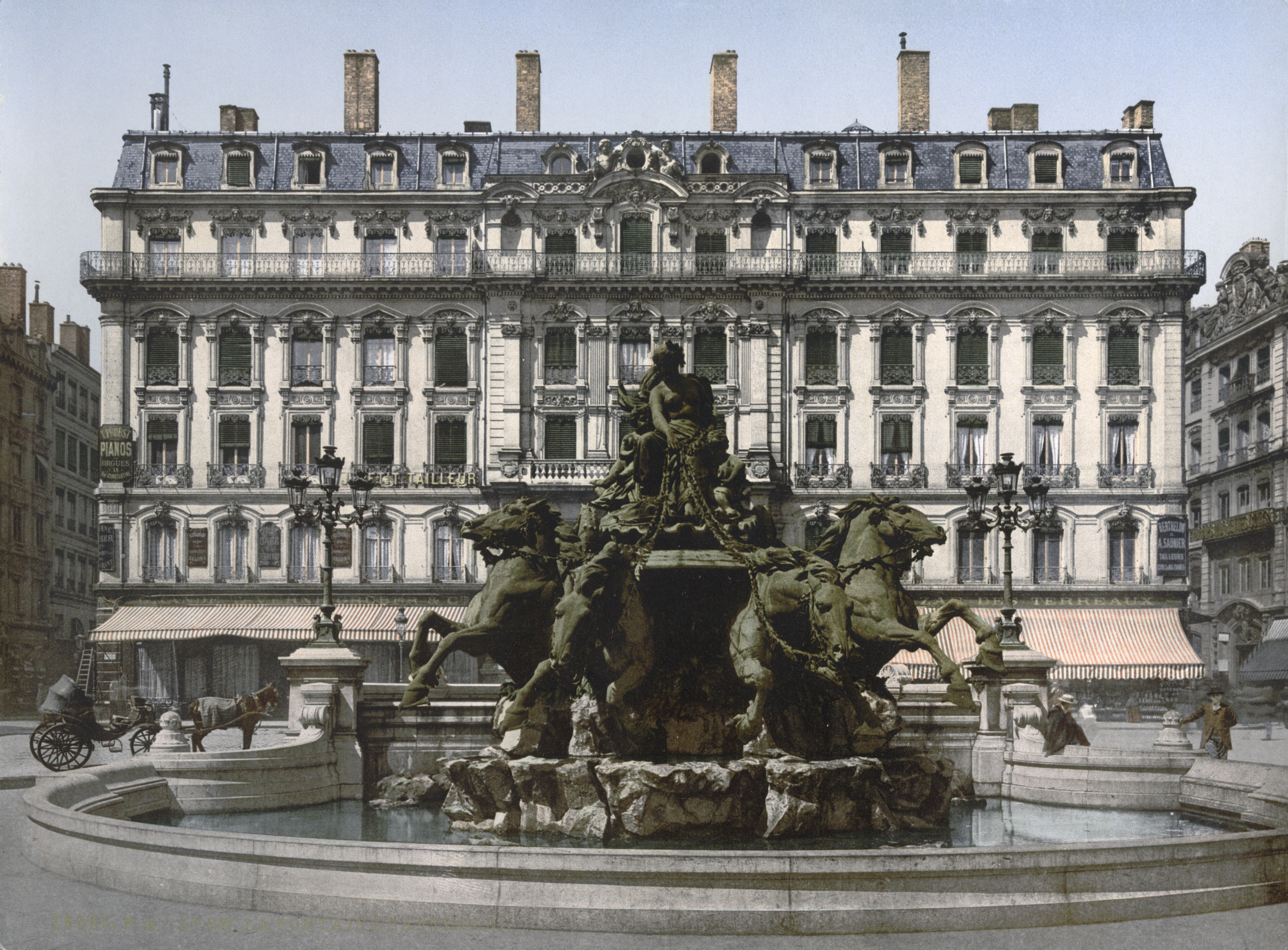
Le Char triomphal de la Garonne ou fontaine Bartholdi (1888), Lyon, place des Terreaux.
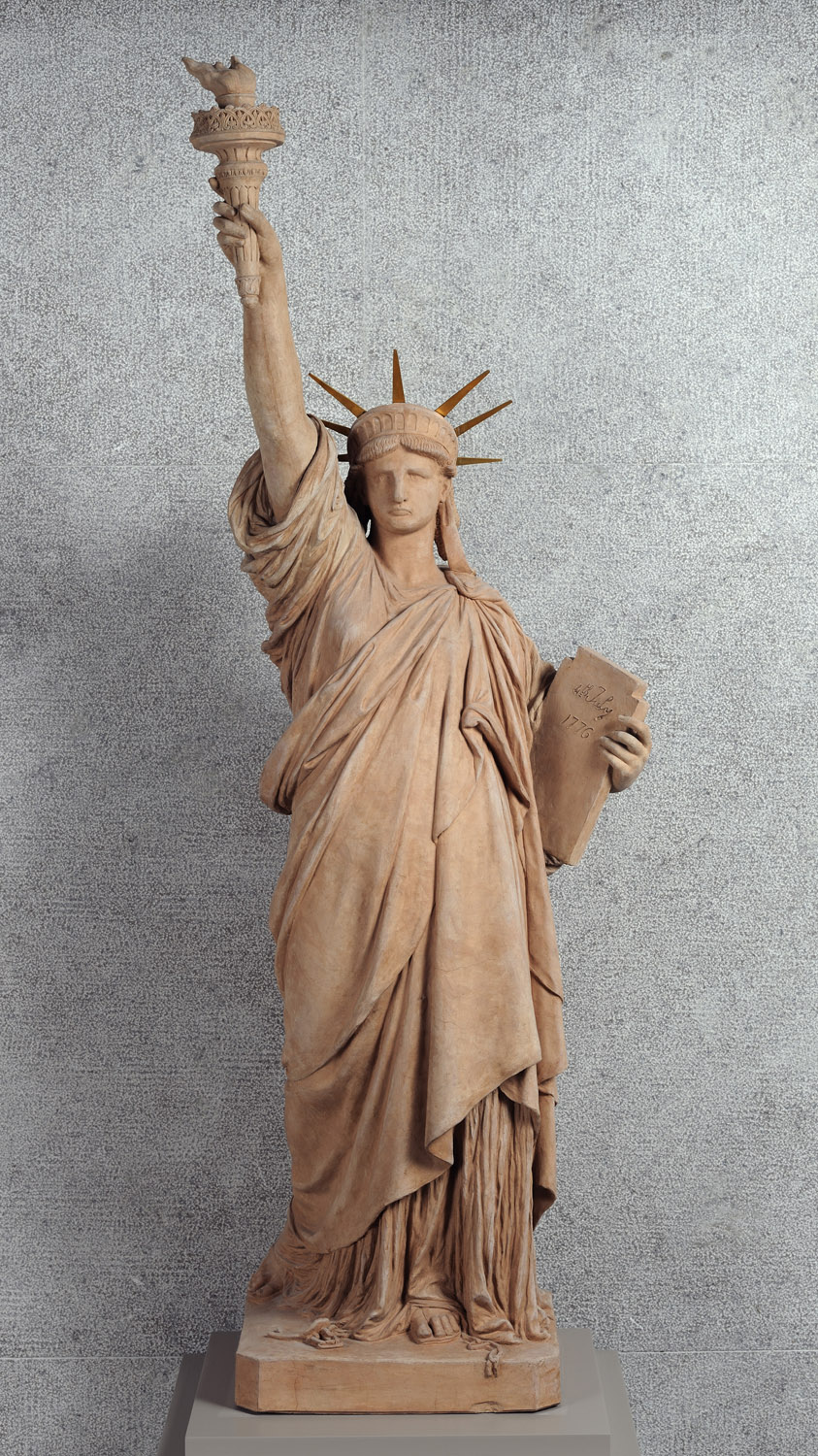
Statue de la Liberté (1875), terre cuite, musée des Beaux-Arts de Lyon.
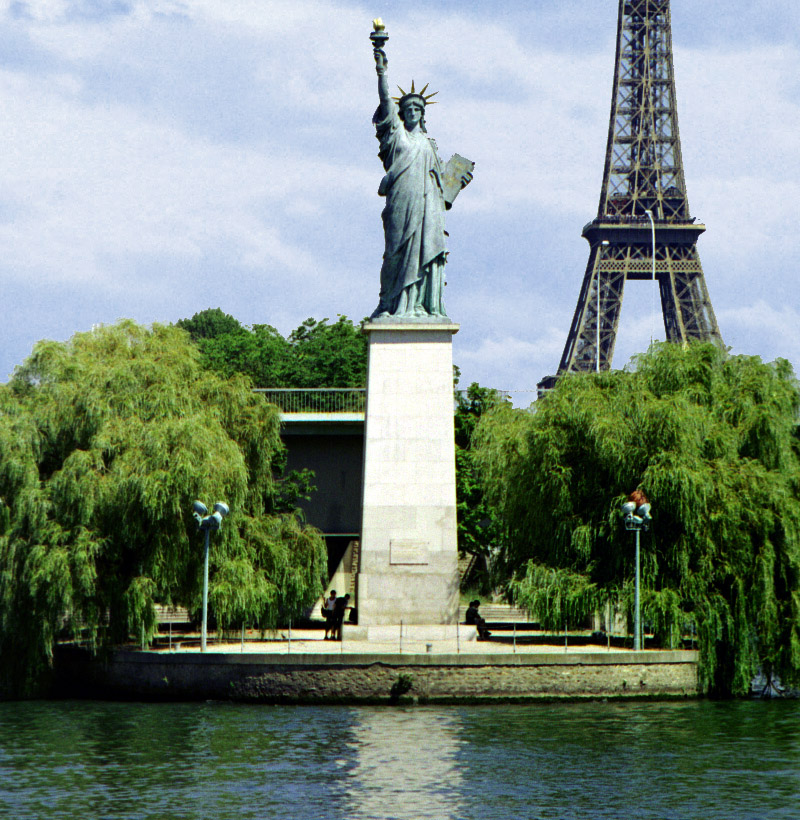
Statue de la Liberté (1885), Paris, pont de Grenelle.
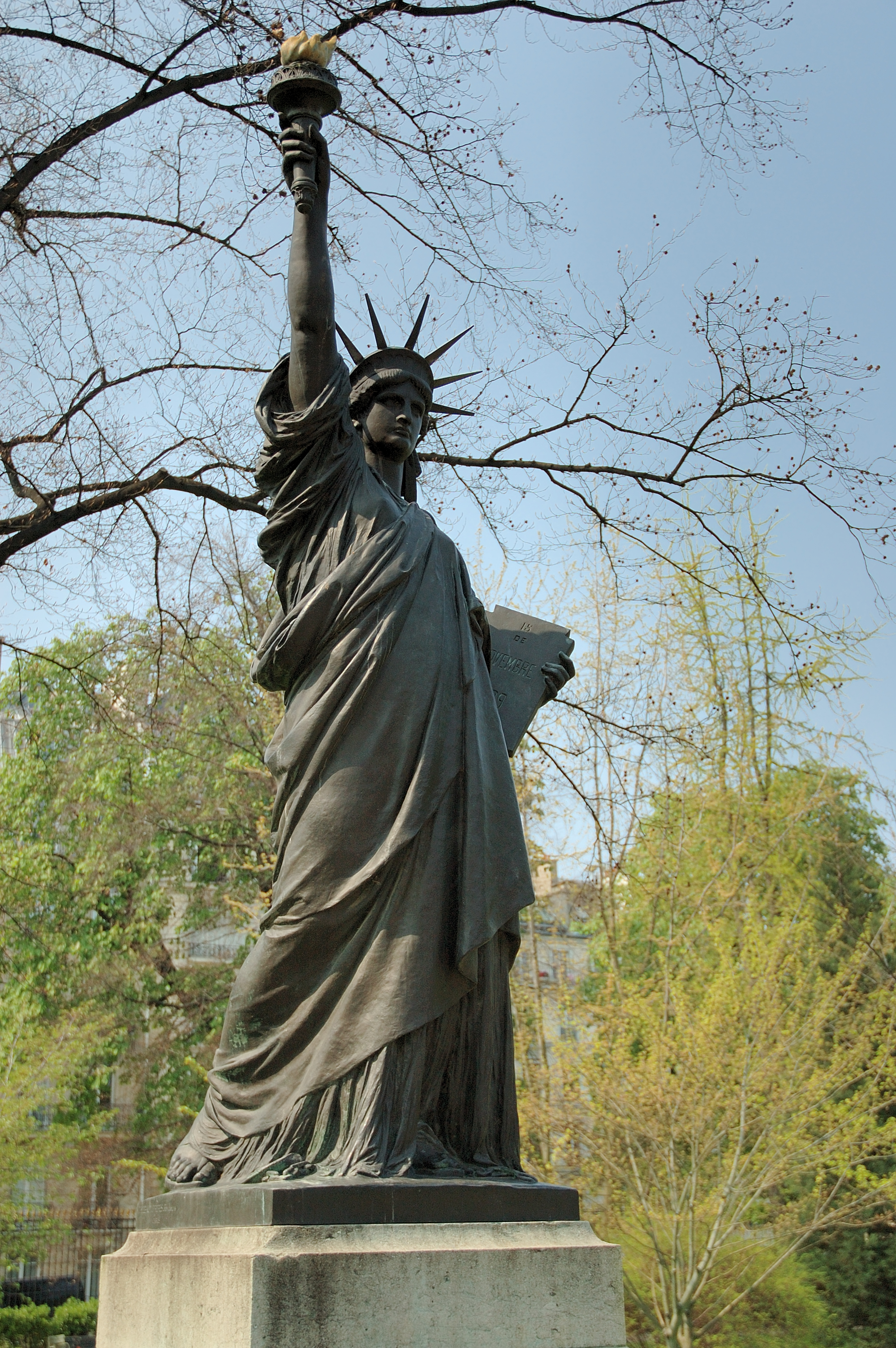
Statue de la Liberté (1889), Paris, jardin du Luxembourg.
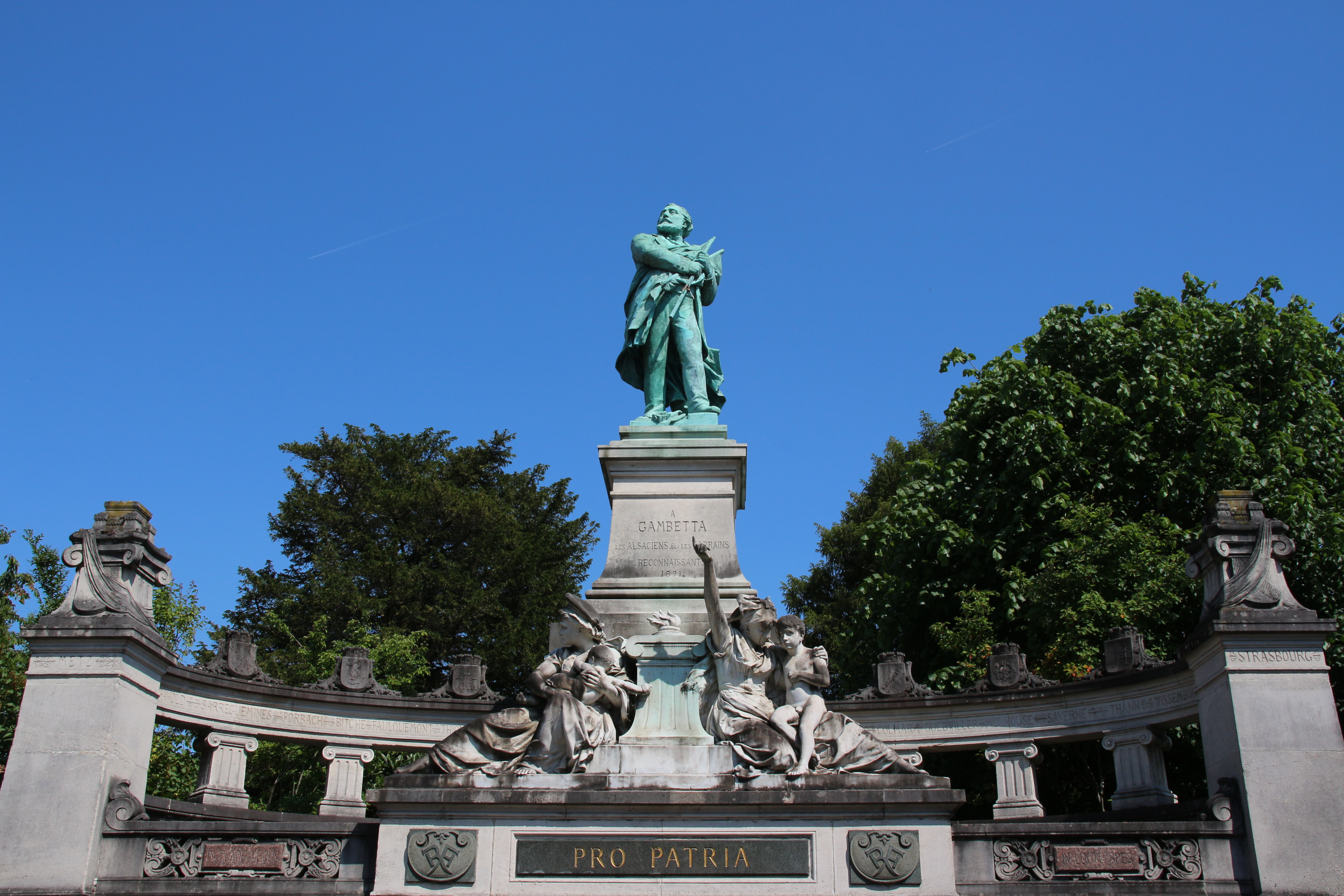
Monument à Gambetta (1891), Sèvres.
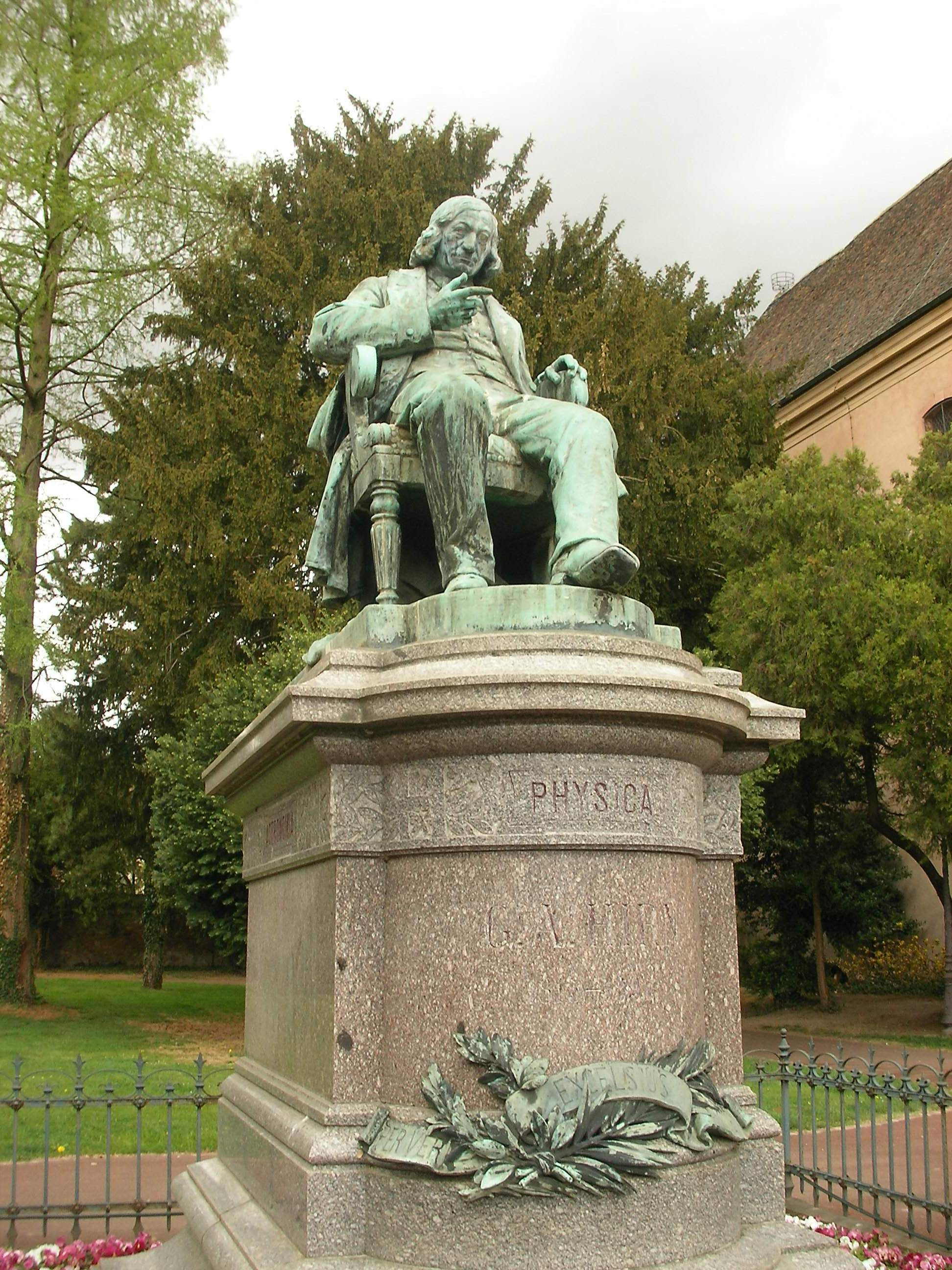
Monument à Gustave-Adolphe Hirn (1894), Colmar.
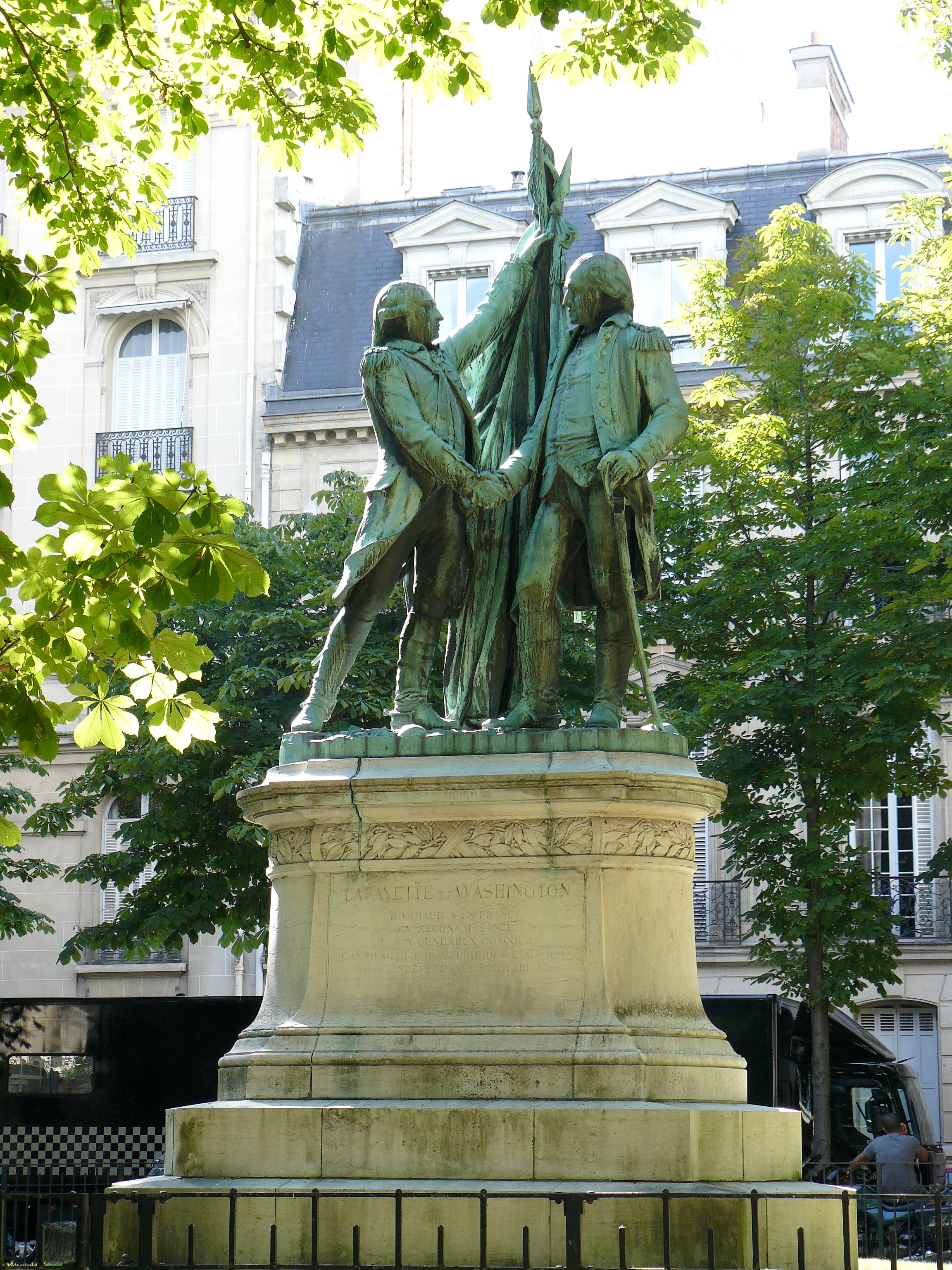
Monument à La Fayette et Washington (1895, détail), Paris, place des États-Unis.
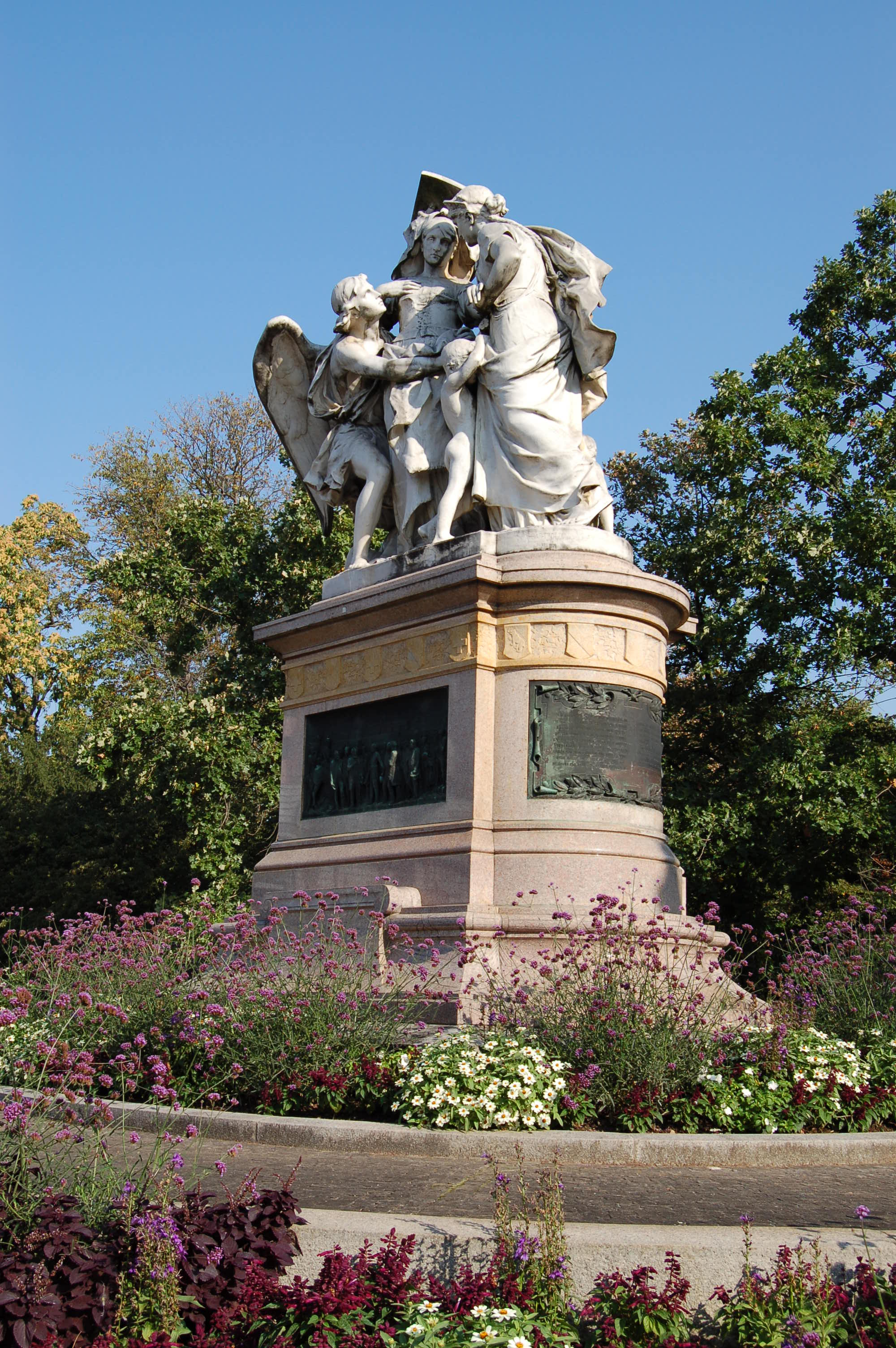
La Suisse secourant Strasbourg (1895), Bâle.
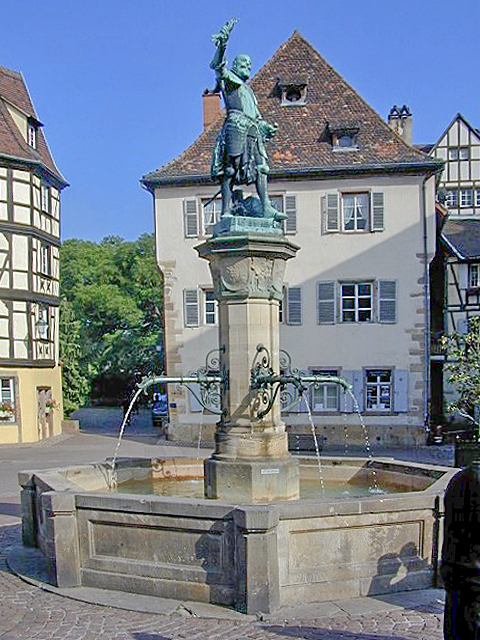
Monument à Lazare de Schwendi (1898), Colmar.
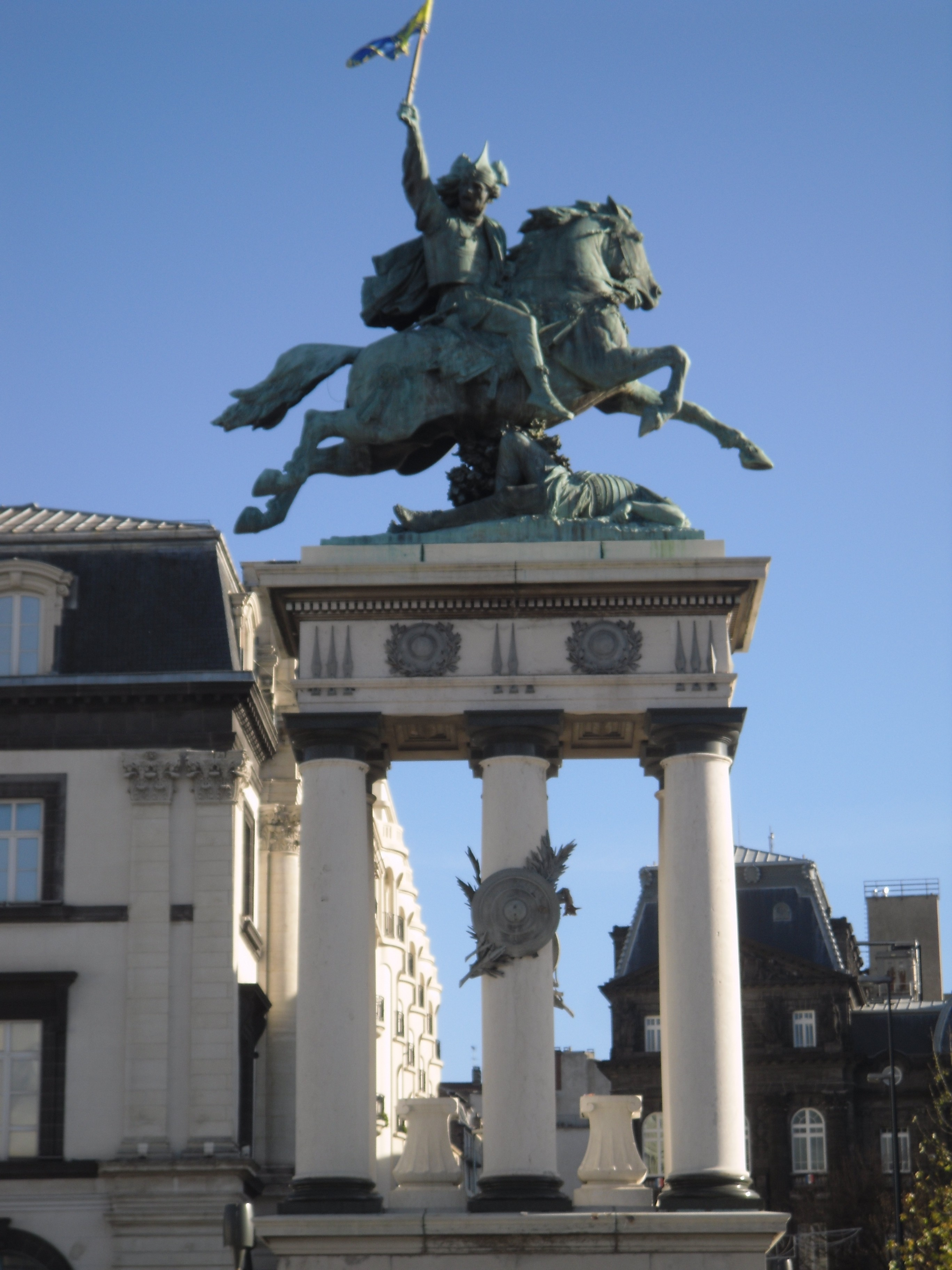
Monument à Vercingétorix (1903), Clermont-Ferrand.
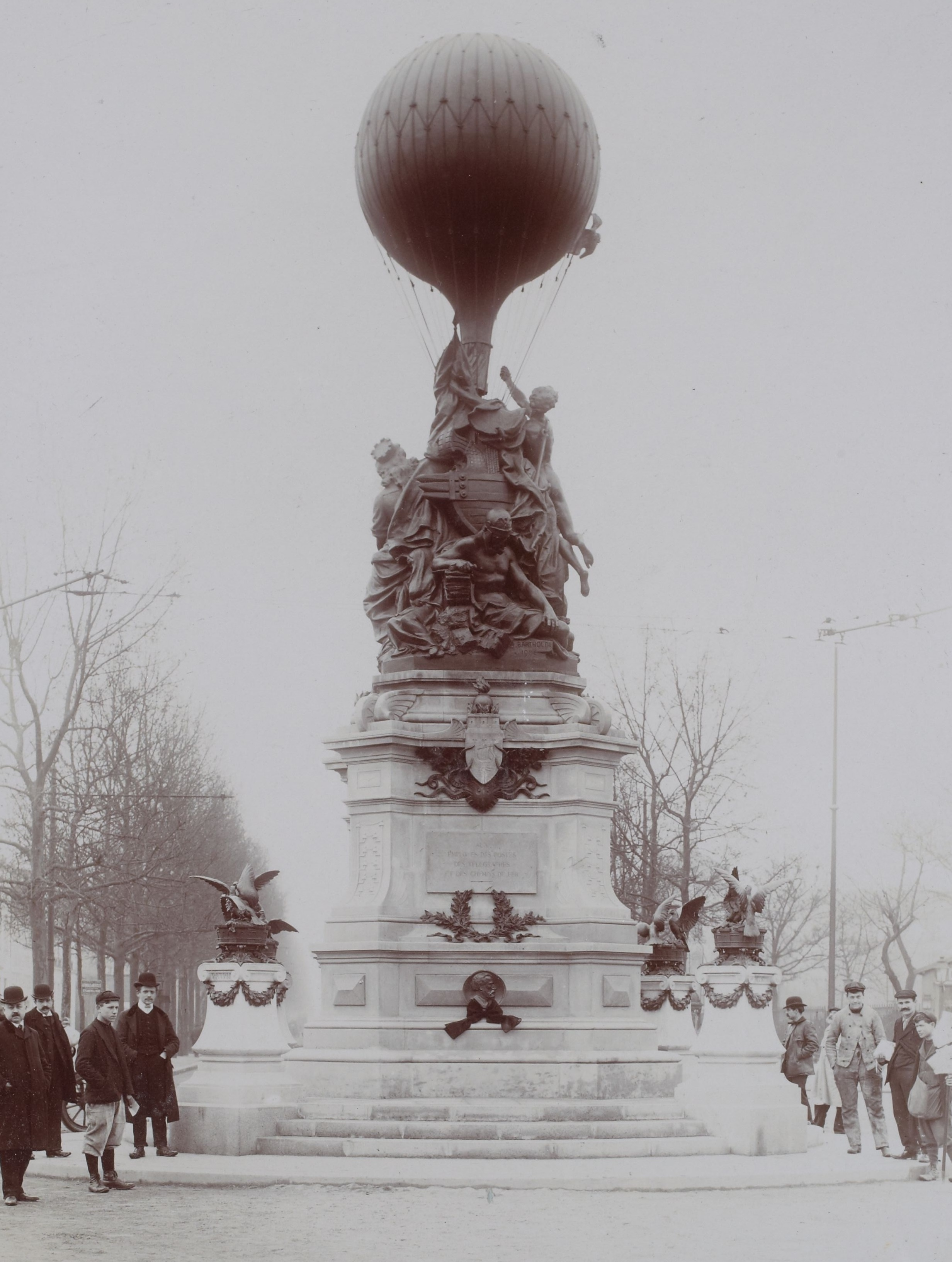
Le Monument aux aéronautes du siège de Paris (1906, détruit en 1942), Neuilly-sur-Seine, rond-Point de la Révolte.

## Prix Bartholdi
Le prix Bartholdi est une récompense visant à développer l'ouverture internationale d'enseignements universitaires dans le Rhin supérieur (F-D-CH).

## Numismatique
Auguste Bartholdi figure sur une pièce de 10 € en argent, éditée en 2012 par la Monnaie de Paris, pour représenter sa région natale, l'Alsace.